# Kooiheide
De Kooiheide is een gebied van 32 ha dat gelegen is ten noordwesten van Huijbergen, vlak bij Vliegbasis Woensdrecht.
Het is een waterwingebied van Evides dat drinkwater levert in Zuidwest Nederland. In het gebied liggen 22 bronnen welke grondwater van 200 meter diepte oppompen. Het gebied bestaat uit bos en landbouwgrond. Omstreeks 1950 werd in het noordelijk deel van het gebied grove den en zeeden aangeplant. In de jaren 80 en 90 van de 20e eeuw is ook loofbos aangeplant.
In het gebied ligt een trimparcours.